# 9067 Katsuno
A 9067 Katsuno (ideiglenes jelöléssel 1993 HR) a Naprendszer kisbolygóövében található aszteroida. Endate K. és Vatanabe Kazuró fedezte fel 1993. április 16-án.